# ジャンボこいのぼり

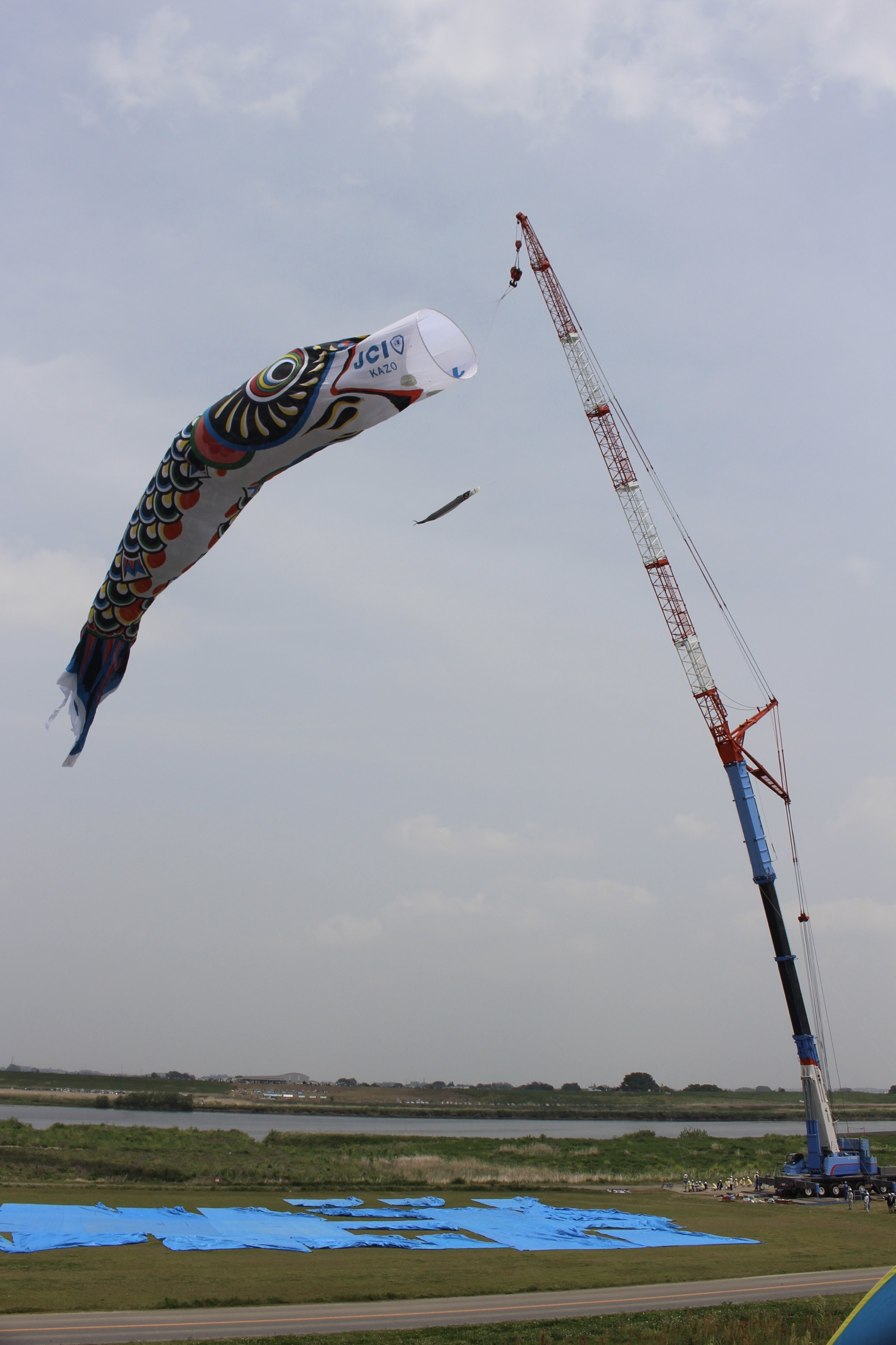
遊泳中のジャンボこいのぼり

ジャンボこいのぼりとは、埼玉県加須市が所有している世界最大となる全長100メートルの巨大なこいのぼりである。毎年5月3日に行われる市民平和祭において、市内の利根川河川敷緑地公園でクレーン車で吊り上げられ、遊泳する。2000年（平成12年）5月5日には、埼玉新聞社の「21世紀に残したい・埼玉ふるさと自慢100選」に選出された。

## 背景
加須市はこいのぼりの生産量が日本一の産地である。それをアピールしようと、1988年に加須青年会議所の発案のもとに作られたのがこのジャンボこいのぼりである。
昔から加須のこいのぼりは手描きが主流であったが、2016年現在ではそのほとんどがプリントに移行し、手描きは1軒のみである。しかしそのノウハウを生かして、2022年現在主に遊泳する4世は市民の手によって描かれた手描きこいのぼりである。

## 歴史

### 1世
1988年、加須青年会議所の発案のもと完成。
全長100m、重さ600kg、綿で出来ており、1995年まで毎年春に遊泳した。
また、1996年にはハワイで遊泳を試みたが破損し、2年後に再挑戦して成功した。
現在では3世の予備として保存されている。

### 2世
1996年2月完成。その年の5月から遊泳。
全長111m、重さ730kg、綿製、と1世よりさらに大きくなった。
2002年5月の遊泳中に破損し、修復不可能となったため引退している。

### 3世
2003年1月から制作開始し、市民ら延べ2,500人の手によって3月に完成した。
全長100m、重さ350kg、ポリエステル製、と軽量化に成功している。また、口の直径、目玉の直径も10mとなっている。
2006年5月には、サッカーワールドカップドイツ大会の日本代表初戦の地、カイザースラウテルンにて、加須市のPRと日本代表の応援の思いを込めて遊泳を行い、合計4回、ドイツの空にジャンボこいのぼりが泳いだ。

### 4世
2014年3月に完成。全長100m、重さ約330kg、目玉と口の大きさは直径10m。合併により2010年に誕生した新しい加須市の象徴として制作。市の木（サクラ）市の花（コスモス）のピンク色と加須市の将来像「水と緑と文化の調和した元気都市」をイメージした青、緑、オレンジ色を配色に取り入れた。